# جيمس إل. ألين
جيمس إل. ألين (بالإنجليزية: James L. Allen)‏ هو شخصية أعمال أمريكي، ولد في 21 نوفمبر 1904 في سومرست في الولايات المتحدة، وتوفي في 5 نوفمبر 1992 في غولف ستريم في الولايات المتحدة.